# Pterosthetops brincki
Pterosthetops brincki är en skalbaggsart som beskrevs av Perkins och Balfour-browne 1994. Pterosthetops brincki ingår i släktet Pterosthetops och familjen vattenbrynsbaggar. Inga underarter finns listade i Catalogue of Life.